# Мирко Јозић
Мирко Јозић (Триљ, 8. април 1940) је југословенски и хрватски фудбалски тренер.

## Биографија
Као селектор је освојио Светско првенство за младе у Чилеу 1987. са репрезентацијом Југославије до 20 година коју су чинила позната имена као што су Звонимир Бобан, Предраг Мијатовић, Гордан Петрић, Роберт Просинечки и Давор Шукер. Тренирао је чилеански клуб Коло Коло између 1989. и 1993. године, освојио Копа либертадорес 1991. Јозић је први Европљанин који је освојио Копа либертадорес.
Био је селектор репрезентације Хрватске на Светском првенству 2002. године.

## Успеси

### Клуб
Коло Коло
- Примера дивисион (3): 1990, 1991, 1993.
- Куп Чилеа (1): 1990.
- Копа либертадорес (1): 1991.
- Рекопа Судамерикана (1): 1992.

Ал Хилал
- Куп победника купова Азије (1): 1996/97.

### Репрезентација
Југославија до 20
- Светско првенство до 20 година: 1987.